# Chalarus latifrons
Chalarus latifrons är en tvåvingeart som beskrevs av Hardy 1943. Chalarus latifrons ingår i släktet Chalarus och familjen ögonflugor. Arten är reproducerande i Sverige. Inga underarter finns listade i Catalogue of Life.